# This Is America
"This Is America" é uma canção do rapper americano Childish Gambino. Escrita e produzida por Glover e Ludwig Göransson, seu lançamento ocorreu em 5 de maio de 2018 no Saturday Night Live. A canção contém vocais de apoio dos rappers Young Thug, Slim Jxmmi, BlocBoy JB, 21 Savage e Quavo. O videoclipe foi dirigido pelo cineasta Hiro Murai. De acordo com a RCA Records, a canção não é o single principal do próximo álbum de estúdio do artista.

## Composição
A canção contém um coro gospel e contribuições de vocal de apoio de vários artistas. Young Thug, Slim Jxmmi, BlocBoy JB, 21 Savage e Quavo criam ad libitum durante a canção; Young Thug retorna para concluir a canção. A letra da faixa retrata a violência policial de negros nos Estados Unidos e a violência com armas de fogo no país.

## Recepção crítica

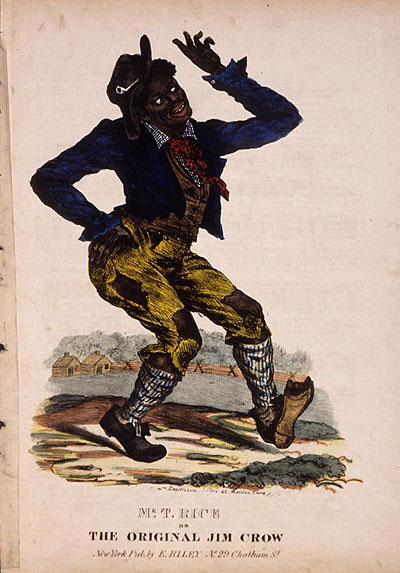
No vídeo, Gambino assume um papel similar ao personagem Jim Crow.

De modo geral, a canção teve ampla recepção da crítica musical. Stephen Kearse, da revista Pitchfork, classificou a canção como "Best New Track" e salientou: "a canção "This Is America" é um reinício. Na obra, utiliza a recepção ambivalente da arte negra para representar a problemática de ser negro na América. Construída com base no contraste melódico e no sincretismo cadente, a música mostra Childish Gambino de modo confiante e cortante. Os vocais de fundo embelezam ambos os ambientes da canção, evocando gritos em êxtase e murmurações angelicais, apoiados por 21 Savage, Young Thug, Quavo, Slim Jxmmi e BlocBoy JB. [...] O vídeo de "This Is America", dirigido pelo colaborador frequente de Glover, Hiro Murai, transforma a tensão contextual em sátira. Despido e alegre, Glover atravessa um depósito dançando e atirando nas pessoas; transição esta que é escondida atrás de um sorriso. A ambivalência presente na música e no videoclipe delineiam a situação negra nos Estados Unidos."
Israel Daramola, da revista Spin, afirma que "[This Is America] serve para lembrar o quanto a morte de pessoas negras — seja pela captura em câmeras ou em vídeos de celulares — torna-se viral em nossa cultura a ponto de cercear a sensibilidade popular. Nem o videoclipe nem a canção estão cientes do escopo. Em primazia, a canção lida com o choque e com a violência para distraí-lo, capitalizando a crescente dormência cultural em ver pessoas negras sendo assassinadas. Glover, portanto, retrata a violência negra de forma detalhada e explícita – em um momento, faz alusão ao massacre da igreja de Charleston em 2015 – enquanto fala sobre o rap e a ostentação relacionada. A justaposição reflete o seu argumento contra o tratamento de morte de negros como insensível e inconsequente, fazendo, desse modo, uma descrição insensível e inconsequente."
Indran P., da revista alemã Juice, afirma que "[This Is America] não é uma canção calma. [...] Os sons são ameaçadores, mas bem arrojados. Neste momento em que não há apenas insensibilidade pela violência, há a busca ativa pelo entretenimento que consumimos. Não é necessário acompanhar o videoclipe para tanger a raiva de Gambino sobre hierarquias, ideologias e instituições responsáveis pelo molde do contexto trabalhado para as massas. O hip hop existia como uma expressão transcendente da cultura afro-americana, mas tornou-se popular. A cada momento em que as armas são mostradas, a batida muda. A redenção do cenário é mais sombria do que o normal: os improvisos dos rappers simbolizam a modorrenta vida de moradores de rua, tidos corriqueiramente como não importantes quanto o resto."

## Videoclipe
Dirigido por Hiro Murai, o videoclipe foi lançado durante a performance da canção no Saturday Night Live. Lançado no YouTube, o vídeo conta com Gambino dançando em um galpão e interagido em cenários caóticos no fundo do estúdio. Coreografado pro Sherrie Silver, Gambino e a sua equipe de jovens dançarinos performam diversos passos virais, incluindo a dança sul-africana Gwara Gwara, popularizada por BlcBoy JB. Em um certo momento do clipe, Gambino atira na cabeça de um homem negro com uma pistola, enquanto performa comicamente. Em outro momento, utiliza uma arma automática para atirar no coro da igreja. A cantora americana SZA faz uma aparição rápida no final do vídeo.
Após 24 horas do lançamento, o vídeo recebeu 12,9 milhões de visualizações, e, até 13 de julho, continha mais de 300 milhões de visualizações. O primeiro personagem do videoclipe, um guitarrista que acompanha Gambino durante a cena, foi o músico Calvin the Second. Inicialmente, acreditou-se erroneamente que se tratava do pai do jovem assassinado Trayvon Martin.

## Créditos
As informações de créditos foram adaptadas do Tidal.
- Donald Glover – vocais principais, composição e produção
- Ludwig Göransson – composição e produção
- Young Thug – vocais de apoio
- Slim Jxmmi – vocais de apoio
- Quavo – vocais de apoio
- 21 Savage – vocais de apoio
- BlocBoy JB – vocais de apoio
- Riley Mackin – engenharia de gravação
- Alex Tumay – engenharia de gravação
- Derek "MixedbyAli" Ali – engenharia de mixagem
- Mike Bozzi – engenharia de masterização

## Desempenho nas tabelas musicais
| Paradas (2018)                                 | Melhor posição |
| ---------------------------------------------- | -------------- |
| O campo songid é OBRIGATÓRIO PARA PARADA ALEMÃ | 39             |
| Austrália (ARIA)                               | 1              |
| Áustria (Ö3 Austria Top 75)                    | 20             |
| Bélgica (Ultratop 50 de Flandres)              | 38             |
| Bélgica (Ultratip Bubbling Under da Valônia)   | 18             |
| Canadá (Canadian Hot 100)                      | 1              |
| República Checa (Singles Digitál Top 100)      | 8              |
| Dinamarca (Tracklisten)                        | 13             |
| Espanha (PROMUSICAE)                           | 46             |
| Estados Unidos (Billboard Hot 100)             | 1              |
| Estados Unidos (Billboard R&B/Hip-Hop Songs)   | 1              |
| Estados Unidos (Billboard Rhythmic)            | 30             |
| França (SNEP)                                  | 19             |
| Hungria (Stream Top 40)                        | 25             |
| Irlanda (IRMA)                                 | 2              |
| Japão (Japan Hot 100)                          | 67             |
| Itália (FIMI)                                  | 49             |
| Países Baixos (Dutch Top 40)                   | 32             |
| Países Baixos (Single Top 100)                 | 19             |
| Nova Zelândia (Recorded Music NZ)              | 1              |
| Noruega (VG-lista)                             | 10             |
| Escócia (Scottish Singles Chart)               | 11             |
| Eslováquia (Singles Digitál Top 100)           | 3              |
| Suécia (Sverigetopplistan)                     | 9              |
| Suíça (Schweizer Hitparade)                    | 16             |
| Reino Unido (UK Singles Chart)                 | 6              |

| País                  | Certificação | Vendas    |
| --------------------- | ------------ | --------- |
| Austrália (ARIA)      | Platina      | 70 000    |
| Estados Unidos (RIAA) | Platina      | 1 000 000 |
| Nova Zelândia (RMNZ)  | Ouro         | 15 000    |

## Histórico de lançamento
| Região         | Data               | Formato                     | Gravadora                 | Ref.        |
| -------------- | ------------------ | --------------------------- | ------------------------- | ----------- |
| Mundo          | 5 de maio de 2018  | Download digital            | mcDJ RCA Wolf + Rothstein | [ 8 ] [ 9 ] |
| Estados Unidos | 15 de maio de 2018 | Rhythmic contemporary radio | mcDJ RCA Wolf + Rothstein | [ 54 ]      |